# Ostrowiec (województwo łódzkie)
Ostrowiec – wieś w Polsce położona w województwie łódzkim, w powiecie łowickim, w gminie Kocierzew Południowy.
W latach 1975–1998 miejscowość położona była w województwie skierniewickim.